# Mitchells Bartagame
Mitchells Bartagame (Pogona mitchelli) ist eine Echse aus der Gattung der Bartagamen (Pogona). Das Artepitheton mitchelli ehrt den australischen Zoologen Francis John Mitchell. Ihr Verbreitungsgebiet ist das nördliche Western Australia und das nordwestliche Northern Territory. Typlokalität ist Derby, Western Australia.

## Merkmale
Mitchells Bartagame erreicht mit einer Kopf-Rumpf-Länge von 17 cm und einer Schwanzlänge von 25 cm eine maximale Gesamtlänge von etwa 40 cm. Es handelt sich damit um eine moderat große Bartagame. Von Pogona minor unterscheidet sie sich durch die hellere Färbung (mehr bräunlich, weniger gräulich) und durch den längeren Körper und den breiteren Kopf. Der Kontrast der Schuppen vor und hinter einer Querreihe von Hinterhauptschuppen ist größer als bei Pogona minor, Längsreihen von Schuppen an der Seite des Nackens fehlen.

## Systematik
Mitchells Bartagame wurde früher als Unterart der Westlichen Bartagame (Pogona minor) angesehen. In Gebieten, in denen Pogona mitchelli und Pogona minor vorkommen, hybridisieren beide Arten.